# Soleichthys maculosus
Soleichthys maculosus är en fiskart som beskrevs av Muchhala och Munroe 2004. Soleichthys maculosus ingår i släktet Soleichthys och familjen tungefiskar. Inga underarter finns listade i Catalogue of Life.